# Wahlkreis Zeulenroda – Schleiz II
Der Wahlkreis Zeulenroda – Schleiz II war ein Landtagswahlkreis zur Landtagswahl in Thüringen 1990, der ersten Landtagswahl nach der Wiedergründung des Landes Thüringen. Er hatte die Wahlkreisnummer 35.
Der Wahlkreis umfasste den kompletten damaligen  Landkreis Zeulenroda mit folgenden Städten und Gemeinden:  Arnsgrün, Auma, Bernsgrün, Braunsdorf, Dobia, Dörtendorf, Ebersgrün, Förthen, Göhren-Döhlen, Göttendorf-Neuärgerniß, Hain, Hohenleuben, Kleinwolschendorf, Läwitz, Langenwetzendorf, Langenwolschendorf, Leitlitz, Mehla, Merkendorf, Muntscha, Niederböhmersdorf, Pahren, Pausa/Vogtl., Pöllwitz, Ranspach, Silberfeld, Staitz,
Triebes, Unterreichenau, Weckersdorf, Weißendorf, Wenigenauma, Wiebelsdorf, Zadelsdorf, Zeulenroda sowie vom Landkreis Schleiz folgende Städte und Gemeinden: Chursdorf, Crispendorf, Dittersdorf, Dragensdorf, Eßbach, Görkwitz, Göschitz, Grochwitz, Kirschkau, Langenbuch, Löhma, Lössau, Möschlitz, Moßbach, Neundorf, Oettersdorf, Plothen, Pörmitz, Schöndorf, Tegau, Thierbach, Volkmannsdorf und Ziegenrück.

## Ergebnisse
Die Landtagswahl 1990 fand am 14. Oktober 1990 statt und hatte folgendes Ergebnis für den Wahlkreis Zeulenroda – Schleiz II:
| Direktkandidat | Partei (Kürzel) | Erststimmen (%) | Zweitstimmen (%) |
| -------------- | --------------- | --------------- | ---------------- |
| Peter Schütz   | CDU             | 49,4            | 49,1             |
|                | Chr. L          | -               | 00,4             |
|                | DFD             | 01,8            | 00,7             |
|                | REP             | -               | 01,5             |
|                | DBU             | 00,6            | 00,5             |
|                | DSU             | 08,9            | 06,9             |
|                | F.D.P.          | 10,2            | 10,0             |
|                | LL-PDS          | 07,9            | 07,5             |
|                | NPD             | -               | 00,2             |
|                | NFGRDJ          | 04,6            | 05,1             |
|                | SPD             | 16,1            | 17,7             |
|                | UFV             | 00,6            | 00,4             |

Es waren 35.099 Personen wahlberechtigt. Die Wahlbeteiligung lag bei 72,3 %.  Als Direktkandidat wurde Peter Schütz (CDU) gewählt. Er erreichte 49,4 % aller gültigen Stimmen.